# Arthur Everitt
Arthur Francis Graham Everitt (ur. 27 sierpnia 1872 w Paddington, zm. 10 stycznia 1952 w Oksfordzie) – brytyjski oficer i szermierz, srebrny medalista olimpijski.
Uczęszczał do New College w Oksfordzie, a następnie ukończył Eton College w 1891 roku. Z zawodu był barristerem.
Na igrzyskach olimpijskich w Sztokholmie w 1912 roku Brytyjczycy w składzie: Edgar Seligman, Robert Montgomerie, Percival Davson, Arthur Everitt, Sydney Martineau i Martin Holt zajęli drugie miejsce w szpadzie drużynowej. W szpadzie indywidualnej odpadł w ćwierćfinałach. Były to jego jedyne starty olimpijskie.
Nie zdobył medalu mistrzostw świata. 
W czasie I wojny światowej był porucznikiem 6. batalionu Royal Berkshire Regiment, awansowany na kapitana sztabu 18. Dywizji, a następnie na majora.